# Благальниці (Есхіл)
«Благальниці» (дав.-гр. Ἱκέτιδες) — трагедія давньогрецького драматурга Есхіла. П'єса була вперше поставлена в 463 до н. е.. Українською мовою перекладена Андрієм Содоморою.

## Дійові особи
- Данай — старець, син єгипетського володаря.
- Володар Аргосу — Пеласг.
- Вісник синів Єгипта
- Хор Данаїд, дочок Даная
- Хор прислужниць

## Сюжет
П'ятдесят дочок Даная (Данаїд) разом із батьком втікають з батьківщини, щоб уникнути ганебного шлюбу з двоюрідними братами — п'ятдесятьма синами Єгипта. Кораблем вони прибувають до Аргосу — столичного міста Арголіди в Пелепонессі, де просять захисту у місцевого володаря Пеласга. Після довгих та болісних вагань, адже прихисток Данаїд може втягнути Аргос у війну проти Єгипту, Пеласг приймає рішення все ж таки захистити втікачок.